# شباب اليسار الشيوعي
شباب اليسار الشيوعي كانت منظمة شبابية إسبانية. كان جناح الشباب لمنظمة اليسار الشيوعي، التي اندمجت في عام 1979 في الحركة الشيوعية. تم تسجيل شباب اليسار الشيوعي قانونيا لدى وزارة الداخلية (كحزب سياسي) في 31 أكتوبر 1977.